# Акведук Падре Темблеке
Акведук Падре Темблеке, або Акведук Темблек, — мексиканський акведук, розташований між містами Земпоала та Отумба у штаті Мехіко.
Свою назву споруда отримала від імені іспанського монаха Франсиско де Темблека.

## Опис місця
Спочатку побудований між 1553 і 1570 роками, акведук тягнеться на 45 кілометрів (28 миля) завдовжки, починаючи з вулкана Текаете на схід від Земпоали і закінчуючи в Отумбі. Він проходив переважно на рівні землі, але також проходив під землею, а також над ярами та долинами. Уздовж акведука три аркади: перша має 46 арок, друга — 13, третя — 67 арок. Найвищою долиною, яку охоплює акведук, є яр Папалоте, який перетинає 67-арочна аркада, також відома як Головна аркада, з найвищою аркою, що становить 38,75 метра (127,1 фут).

## Статус Світової спадщини
20 листопада 2001 року це місце було додано до Попереднього списку Світової спадщини ЮНЕСКО в категорії «Культура». 5 липня 2015 року він був включений до списку Світової спадщини.